# KBS 뉴스타임 (2150)
《KBS 뉴스타임 (2150)》(영어: KBS NEWS TIME (2150))은 대한민국 KBS 2TV에서 평일 밤 9시 50분에 방송되었던 한국방송공사의 심야 단신뉴스 프로그램이다.

## 기획 의도
- KBS 2TV의 단신 뉴스 형태의 저녁 단신뉴스 프로그램이다.
- 정식 타이틀은 KBS 뉴스타임이다.

## 방송 시간
| 방송 채널 | 방송 기간                          | 방송 시간 |
| --------- | ---------------------------------- | --- |
| KBS 2TV   | 1981년 4월 6일 ~ 1981년 9월 4일    | 평일 저녁 8시 25분 ~ 8시 35분 (10분)                                                                                              |
| KBS 2TV   | 1982년 1월 25일 ~ 1985년 7월 5일   | 평일 저녁 8시 ~ 8시 10분 (10분)                                                                                                   |
| KBS 2TV   | 1985년 7월 8일 ~ 1985년 11월 1일   | 월요일, 수요일, 목요일 저녁 7시 35분 ~ 7시 40분 (5분) 화요일 저녁 7시 10분 ~ 7시 15분 (5분) 금요일 저녁 7시 30분 ~ 7시 35분 (5분) |
| KBS 2TV   | 1985년 11월 4일 ~ 1986년 10월 31일 | 평일 저녁 7시 30분 ~ 7시 35분 (5분)                                                                                               |
| KBS 2TV   | 1986년 11월 3일 ~ 1990년 10월 25일 | 평일 저녁 7시 55분 ~ 8시 (5분) |
| KBS 2TV   | 1990년 10월 28일 ~ 1992년 4월 3일  | 평일 저녁 8시 ~ 8시 5분 (5분) |
| KBS 2TV   | 1992년 4월 6일 ~ 1993년 4월 30일   | 평일 저녁 8시 55분 ~ 9시 (5분) |
| KBS 2TV   | 1993년 5월 3일 ~ 1993년 10월 15일  | 평일 저녁 7시 55분 ~ 8시 (5분) |
| KBS 2TV   | 1993년 10월 18일 ~ 1994년 2월 18일 | 평일 저녁 8시 ~ 8시 5분 (5분) |
| KBS 2TV   | 1994년 2월 21일 ~ 1994년 10월 7일  | 평일 밤 9시 50분 ~ 9시 55분 (5분)                                                                                                 |
| KBS 2TV   | 1997년 11월 24일 ~ 1998년 1월 2일  | 평일 밤 9시 45분 ~ 9시 55분 (5분)                                                                                                 |
| KBS 2TV   | 1998년 1월 5일 ~ 1998년 2월 13일   | 평일 밤 9시 40분 ~ 9시 50분 (10분)                                                                                                |
| KBS 2TV   | 1998년 2월 16일 ~ 1998년 6월 12일  | 평일 저녁 7시 ~ 7시 5분 (5분) 평일 밤 9시 40분 ~ 9시 50분 (10분)                                                                  |
| KBS 2TV   | 1998년 6월 15일 ~ 1998년 10월 9일  | 평일 저녁 7시 10분 ~ 7시 15분 (5분)                                                                                               |
| KBS 2TV   | 2010년 5월 10일 ~ 2011년 11월 4일  | 평일 밤 9시 50분 ~ 9시 55분 (5분)                                                                                                 |

## 앵커
- 윤수영 (여) - KBS의 아나운서

### 역대 앵커
| 역대 | 진행자          | 진행 기간                          | 비고  |
| ---- | --------------- | ---------------------------------- | ----- |
| 1대  | 이수정 기자     | 2010년 5월 10일 ~ 2010년 7월 14일  |       |
| 2대  | 이현주 아나운서 | 2010년 7월 15일 ~ 2010년 12월 31일 |       |
| 3대  | 윤수영 아나운서 | 2011년 1월 3일 ~ 2011년 11월 4일   | [ 1 ] |

## 타이틀 변천사
| 기수 | 타이틀             | 방송 기간                          |
| ---- | ------------------ | ---------------------------------- |
| 1기  | KBS 스파트뉴스     | 1981년 4월 6일 ~ 1981년 9월 4일    |
| 2기  | KBS 2TV 뉴스       | 1982년 1월 25일 ~ 1994년 2월 18일  |
| 3기  | KBS 2TV 스파트뉴스 | 1994년 2월 21일 ~ 1994년 10월 7일  |
| 4기  | 오늘의 중요 뉴스   | 1997년 11월 24일 ~ 1998년 10월 9일 |
| 5기  | KBS 뉴스타임       | 2010년 5월 10일 ~ 2011년 11월 4일  |